# District de Montbrison
Le district de Montbrison est une ancienne division territoriale française du département de Rhône-et-Loire de 1790 à 1795.
Il était composé des cantons de Montbrison, Boen, Bonnet le Château, Chazelles, Feurs, Fonfort, Georges en Couzan, Moingt, Rambert Loire, Soleymieux et Sury.